# Луцій Корнелій Лентул Кавдін
Лу́цій Корне́лій Ле́нтул Ка́вдін (лат. Lucius Cornelius Lentulus Caudinus; 280—213 роки до н. е.) — політичний, державний та військовий діяч Римської республіки, великий понтифік з 221 до 213 року до н. е.

## Життєпис
Походив з патриціанського роду Корнеліїв, його гілки Лентулів. Син Луція Корнелія Лентула Кавдіна, консула 275 року до н. е. Про молоді роки його мало відомостей.
Відбув згідно із законами перші магістратури — едилство, преторство, а у 237 році до н. е. Луція Кавдіна було обрано консулом разом із Квінтом Фульвієм Флакком. Луцію Корнелію доручили очолити війну проти цізальпійських галлів та лігурійців. Втім вона не була вдалою.
Попри це Луцій Корнелій Кавдін продовжив свою кар'єру. У цьому йому допомагали родинні зв'язки роду Корнеліїв, які були політичними союзниками роду Еміліїв, одного з найвпливовіших у тогочасному Римі. У 236 році до н. е. Луція Корнелія обрано цензором, у 235 році до н. е. — до колегії понтифіків. А у 221 році до н. е. після смерті Луція Цецилія Метелла став новим великим понтифіком. У 220 році до н. е. Луцій Корнелія обрано принцепсом (головою) сенату, наступного 219 року до н. е.  він був одним з активних прихильників оголошення війни Карфагену. При цьому запропонував відправити римські легіони до Африки та Іспанії. З початком Другої Пунічної війни Луцій Корнелій продовжував відігравати важливу роль у римській політиці.
Після поразок римлян у 218 році до н. е. при Тицині та Требії загострилася боротьба як між патриціанськими групами, так й між плебеями та патриціями. Перебуваючи на чолі сенату Луцій Кавдін намагався не допустити обрання Гая Фламінія, плебейського вождя, новим консулом. Коли ж Фламіній все ж став консулом й вирушив до війська, Луцій Корнелій вже як великий понтифік намагався повернути Гая Фламінія під приводом того, що той не пройшов усі релігійні обряди перед відправленням на війну.
Після поразки Гая Фламінія при Тразименському озері у 217 році до н. е. Луцій Корнелій запропонував оголосити «Священну весну», щоб задобрити богів. Під час 217—216 років до н. е. він намагався не допустити приходу на консульські посади іншої патриціанської групи на чолі з Фабієм Кункатором, якого було вимушено призначено диктатором. Втім при нагоді Луцій Корнелій Лентул Кавдін домігся послаблення його позицій. Після поразки при Каннах від Ганнібала великий понтифік заявив, що це кара богів за падіння моралі. Водночас викрилася справа весталок Флоронії та Орбілії, які порушили свої клятви. За старовинними законами Луцій Корнелій наказав зарити весталок живцем, а коханця Флоронії — писаря при понтифіках Луція Кантилія запороти різками до смерті.
Незабаром по тому у 213 році до н. е. Луцій Корнелій Лентул Кавдін помер у Римі.

## Родина
Діти:
- Луцій Корнелій Лентул Кавдін
- Сервій Корнелій Лентул
- Гней Корнелій Лентул
- Публій Корнелій Лентул Кавдін